# Hoán đổi linh hồn
Big (빅) là bộ phim truyền hình dài tập năm 2012 của Hàn Quốc phát sóng trên kênh KBS2. Bộ phim được chắp bút bởi chị em biên kịch họ Hong với sự tham gia của Gong Yoo, Lee Min-jung và miss A's Suzy. Tại Việt Nam, phim từng được TVM Corp. mua bản quyền và phát sóng trên kênh HTV3.

## Nội dung
Gil Da-ran (Lee Min-jung là một giáo viên cấp 3 đã đính hôn với chàng bác sĩ đẹp trai Seo Yoon-jae (Gong Yoo). Cậu học sinh 18 tuổi Kang Kyung Joon (Shin Won Ho) vô tình bị hoán đổi linh hồn với chồng sắp cưới của cô. Trùng hợp thay, Da-ran cũng là giáo viên chủ nhiệm của Kyung Joon. Mọi chuyện càng trở nên rắc rối khi Kyung Joon trong thân xác Yoon Jae bắt đầu có tình cảm với một cô gái khác...

## Diễn viên tham gia

### Diễn viên chính
- Gong Yoo vai Seo Yoon-jae / Kang Kyung-joon (lồng tiếng: Anh Tuấn)
- Lee Min-jung vai Gil Da-ran (lồng tiếng: Trương Ngọc Châu)
- Suzy vai Jang Mari (lồng tiếng: Minh Chuyên)
- Baek Sung-hyun vai Gil Choong-shik, Da-ran's brother (lồng tiếng: Ngô Minh Triết)
- Jang Hee-jin vai Lee Se-young (lồng tiếng: Khánh Vân)
- Shin Won-ho vai Kang Kyung-joon (lồng tiếng: Tiến Đạt)

### Diễn viên phụ
- Ahn Suk-hwan vai Gil Min-kyu, bố của Da-ran (lồng tiếng: Lâm Quốc Tín)
- Yoon Hae-young vai Lee Jung-hye, mẹ của Da-ran (lồng tiếng: Thùy Tiên)
- Kim Seo-ra vai Ahn Hye-jung, mẹ của Yoon-jae'
- Jo Young-jin vai Seo In-wook, bố của Yoon-jae
- Choi Ran vai Kim Young-ok
- Moon Ji-yoon vai Na Hyo-sang
- Shin Ji-soo vai Lee Ae-kyung
- Jang Hyun-sung vai Kang Hyuk-soo
- Go Soo-hee vai Lee Kyung-mi
- Im Ji-eun vai Kang Hee-soo
- Lee Hee-Jin (cameo, episode 1)

## Soundtrack
| Part 1: | Part 1:                           | Part 1: | Part 1:    |
| STT     | Nhan đề                           | Artist  | Thời lượng |
| ------- | --------------------------------- | ------- | ---------- |
| 1.      | "Because It’s You"                | Davichi |            |
| 2.      | "Because It’s You" (Instrumental) | Davichi |            |

| Part 2: | Part 2:          | Part 2: | Part 2:    |
| STT     | Nhan đề          | Artist  | Thời lượng |
| ------- | ---------------- | ------- | ---------- |
| 1.      | "Hateful Person" | Beast   |            |

| Part 3: | Part 3:                      | Part 3: | Part 3:    |
| STT     | Nhan đề                      | Artist  | Thời lượng |
| ------- | ---------------------------- | ------- | ---------- |
| 1.      | "If You Love"                | Noel    |            |
| 2.      | "If You Love" (Instrumental) | Noel    |            |

| Part 4: | Part 4:                     | Part 4: | Part 4:    |
| STT     | Nhan đề                     | Artist  | Thời lượng |
| ------- | --------------------------- | ------- | ---------- |
| 1.      | "One Person"                | Huh Gak |            |
| 2.      | "One Person" (Instrumental) | Huk Gak |            |

| Part 5: | Part 5:                  | Part 5: | Part 5:    |
| STT     | Nhan đề                  | Artist  | Thời lượng |
| ------- | ------------------------ | ------- | ---------- |
| 1.      | "Hey You"                | Venny   |            |
| 2.      | "Hey You" (Instrumental) | Venny   |            |

| Part 6: | Part 6:                           | Part 6: | Part 6:    |
| STT     | Nhan đề                           | Artist  | Thời lượng |
| ------- | --------------------------------- | ------- | ---------- |
| 1.      | "I Still Love You"                | Suzy    |            |
| 2.      | "I Still Love You" (Instrumental) | Suzy    |            |

## Xếp hạng
| Tập phim | Ngày phát sóng      | TNmS ratings | TNmS ratings              | AGB ratings | AGB ratings               |
| Tập phim | Ngày phát sóng      | Hàn Quốc     | Seoul (Metropolitan area) | Hàn Quốc    | Seoul (Metropolitan area) |
| -------- | ------------------- | ------------ | ------------------------- | ----------- | ------------------------- |
| 1        | 4 tháng 6 năm 2012  | 8.9%         | 10.4%                     | 7.9%        | 8.9%                      |
| 2        | 5 tháng 6 năm 2012  | 8.0%         | 9.7%                      | 7.4%        | 8.1%                      |
| 3        | 11 tháng 6 năm 2012 | 7.1%         | 8.4%                      | 8.4%        | 9.4%                      |
| 4        | 12 tháng 6 năm 2012 | 7.6%         | 8.9%                      | 7.9%        | 8.9%                      |
| 5        | 18 tháng 6 năm 2012 | 8.2%         | 10.1%                     | 8.0%        | 9.3%                      |
| 6        | 19 tháng 6 năm 2012 | 8.9%         | 11.1%                     | 8.3%        | 9.3%                      |
| 7        | 25 tháng 6 năm 2012 | 8.5%         | 9.7%                      | 8.9%        | 10.4%                     |
| 8        | 26 tháng 6 năm 2012 | 7.8%         | 9.2%                      | 7.9%        | 8.7%                      |
| 9        | 2 tháng 7 năm 2012  | 7.4%         | 7.8%                      | 8.1%        | 9.1%                      |
| 10       | 3 tháng 7 năm 2012  | 8.8%         | 9.8%                      | 8.1%        | 9.0%                      |
| 11       | 9 tháng 7 năm 2012  | 9.5%         | 10.5%                     | 9.2%        | 10.4%                     |
| 12       | 10 tháng 7 năm 2012 | 9.6%         | 11.0%                     | 8.9%        | 10.1%                     |
| 13       | 16 tháng 7 năm 2012 | 8.6%         | 9.2%                      | 8.2%        | 9.7%                      |
| 14       | 17 tháng 7 năm 2012 | 8.6%         | 9.4%                      | 7.8%        | 8.8%                      |
| 15       | 23 tháng 7 năm 2012 | -            | -                         | -           | -                         |
| 16       | 24 tháng 7 năm 2012 | -            | -                         | -           | -                         |